# Роберто Каваллі
Робе́рто Кава́ллі (італ. Roberto Cavalli; 15 листопада 1940, Флоренція, Італія — 12 квітня 2024, там само) — італійський дизайнер і засновник дома високої моди Роберто Каваллі.

## Біографія

### Раннє життя
Роберто Каваллі народився 15 листопада 1940 року у Флоренції (Італія) в артистичній родині. Його дідусь Джузеппе Россі був знаменитим художником, роботи якого виставлені в Галереї Уффіці.
Вчився Каваллі в знаменитій Флорентійській художній академії, де придбав необхідні для подальшої роботи пізнання в області дизайну та образотворчого мистецтва. Ще будучи студентом зробив ряд робіт, на які звернули увагу найбільші трикотажні фабрики Італії.

### Кар'єра
На початку 1970-х Каваллі винайшов і запатентував новітню процедуру нанесення малюнків на шкіру і представив публіці свої роботи в області клаптевої техніки. У віці 30-и років представив свою першу колекцію в салоні Prêt-à-Porter (Прет-а-Порте) у Парижі. У 1972 році він провів свій перший показ мод в знаменитому флорентійському особняку Палаццо Пітті. У цьому ж році Каваллі відкрив свій перший модний бутік в Сен-Тропе (Франція).
У 1994 році в Мілані Каваллі представив перші джинси з піскоструминною обробкою. До грудня того ж року він відкрив бутики на Сен-Барт, на французьких Карибах, а потім у Венеції та Сен-Тропе. Окрім своєї основної лінії, яка продається у понад 50 країнах світу, Каваллі розробив чоловічий одяг RC Menswear, У 1998 році Каваллі відкрив лінію «Just Cavalli»: чоловічий і жіночий одяг, аксесуари, оптика, годинники, парфуми, спідня білизна і пляжний одяг, яка сьогодні охоплює чоловічий і жіночий одяг та аксесуари, годинники, ювелірні вироби, парфумерію, окуляри, нижній одяг і пляжне вбрання. Існує також дитяча колекція Angels & Devils, лінія Class, взуття та дві колекції нижньої білизни.
У 2002 році Каваллі відкрив своє перше кафе-магазин у Флоренції, оновивши його своїми фірмовими анімалістичними принтами. Незабаром після цього в Мілані відкрилося кафе Just Cavalli на Торре Бранка, а також ще один бутік на Віа делла Спіга.
18 червня 2013 року він отримав диплом почесного магістра з менеджменту моди в Академії Domus в Мілані, під час церемонії, після якої він прочитав лекцію з магістерської підготовки.
Каваллі помер у своєму будинку в італійській Флоренції 12 квітня 2024 року у віці 83 років.

## Приватне життя
У свої ранні двадцять він одружився з Сільваною, але шлюб був недовгим, і у віці 29 років, після зради, пара розлучилася. У 1980 році Роберто Каваллі одружився зі своєю другою дружиною Євою Марією Дюрінгер колишньою «Міс Австрія» та другою призеркою конкурсу «Міс Всесвіт 1977» трьома роками раніше, яка стане його головною співробітницею на роботі. На початку дев'яностих, після періоду, присвяченого сім'ї та розведенню скакових коней, подружжя повернулося в моду.

## Бренд
Характерні риси стилю Каваллі:
- малюнки, які імітують шкури тварин
- стрази, лебітки
- м'яка шкіра
- клаптеве шиття

У січні 2014 року Каваліі повернувся до ролі творчого директора, замість свого сина, Даніеле Каваллі, починаючи з осінньої колекції 2014 року. Він призначив Мартіна Бала своєю правою рукою. 24 січня 2014 року Бросцті (генеральний директор) та Карло ді Біаджо (COO) оголосили, що залишають модну марку.
Багато провідних моделей світу працювали для бренду: Джессіка Стем, Єва Річкобоно, Летиція Каста, Наташа Полі, Маріакарла Босконо, Карен Елсон, Кароліна Куркова та інші.

## Бутіки

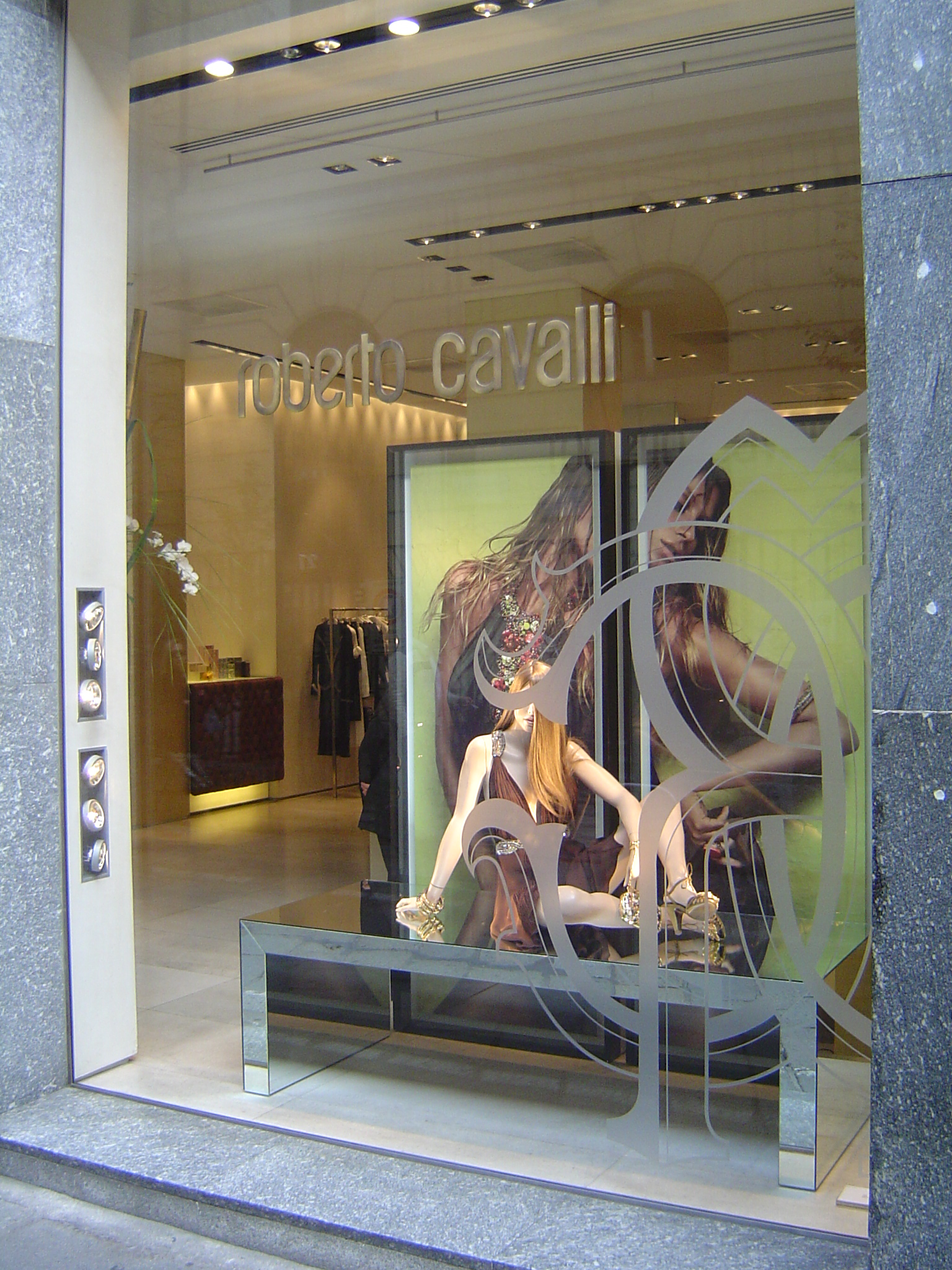
Бутик Роберто Каваллі у Мілані.

Бутики Роберто Каваллі відкриті у всьому світі:
- США (Нью-Йорк, Беверлі-Гіллз, Бол-Гарбор (Флорида), Бока-Ратон (Флорида), Бостон, Даллас, Коста-Меса (Каліфорнія), Лас-Вегас, Сан-Франциско)
- Італія (Флоренція, Мілан, Венеція, Капрі)
- Франція (Париж, Сан-Тропе)
- Велика Британія (Лондон)
- Мексика (Мехіко)
- Кувейт
- Ліван (Бейрут)
- Саудівська Аравія (Ель-Хубар, Джидда)
- ПАР (Сендтон, передмістя Йоганнесбурга)
- Бразилія (Сан-Паулу)
- ОАЕ (Дубай)
- Індія (Нью-Делі)
- Угорщина (Будапешт)
- Україна (Київ)

## Критика
Каваллі різко розкритикували в 2004 році за рекламування лінії жіночої близни, (призначена для Harrods), яка демонструвала зображення індуїстських богинь. Лінія зрештою була вилучена, принесені були також і офіційні вибачення.

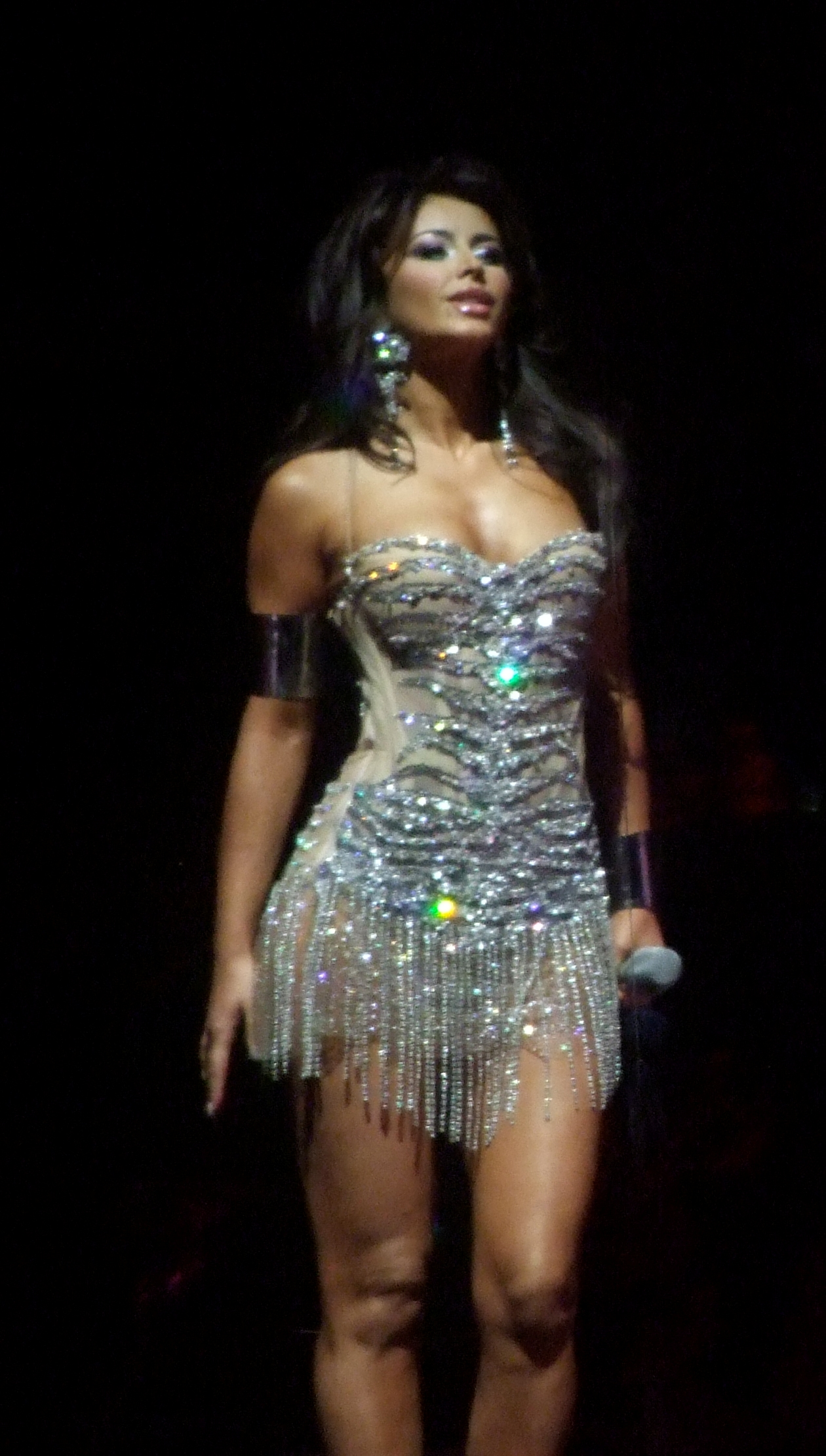
Ані Лорак у сукні від Каваллі

## Цікаві факти
- Каваллі воліє, щоб його називали не «дизайнером», а «модним художником»[13].
- Каваллі відомий, як любитель шикарного життя. Він володіє трьома віллами, яхтою і невеликим гелікоптером[14].
- Його дружина — Єва Марія Дюрінгер — в 1977 році завоювала титул «Міс Австрія», а пізніше, в тому ж році — титул «Міс Всесвіт».
- Серед шанувальників дизайнерського таланту Каваллі є такі знаменитості, як Мадонна, Дженніфер Лопес, Сальма Хаєк, Вікторія Бекхем, Шакіра, Кетрін Зета-Джонс, Геллі Беррі та багато інших.[13][15]
- Ані Лорак представляла Україну на пісенному конкурсі Євробачення у сукні від Каваллі за 200 тисяч доларів.